# Pannonische Liga
Die Pannonische Liga (Serbokroatisch Panonska liga) war eine südosteuropäische Eishockeyliga, der zwischen 2007 und 2009 Vereine aus Serbien und Kroatien angehörten. 2009 wurde der Spielbetrieb eingestellt.

## Geschichte
Die länderübergreifende Liga wurde 2002 gegründet und umfasste ursprünglich Vereine aus Kroatien, Ungarn und Rumänien. Der Name des Wettbewerbs leitet sich aus der historischen Bezeichnung Pannonien für Landstriche Südosteuropas ab.
2003 wurde der serbisch-montenegrinische Verein HK Vojvodina Novi Sad in die Liga aufgenommen. Ein Jahr später wurde der Spielbetrieb eingestellt, als die Vereine aus Ungarn und Rumänien die Liga verließen. 2007 wurde der Spielbetrieb ausschließlich mit Mannschaften aus Kroatien und Serbien wieder aufgenommen. Er wurde parallel zu den Meisterschaften der teilnehmenden Staaten durchgeführt und 2009 erneut beendet.

## Teilnehmer 2008/09
- KHL Zagreb
- KHL Mladost Zagreb
- HK Partizan Belgrad
- HK Roter Stern Belgrad
- HK Vojvodina Novi Sad
- HK Novi Sad
- HK Beostar

## Meister
- 2009:  HK Vojvodina Novi Sad
- 2008:  KHL Mladost Zagreb
- 2004:  SC Miercurea Ciuc
- 2003:  Ferencvárosi TC